# Mahant
Mahant – w hinduizmie tytuł kapłana-zwierzchnika ważnej świątyni; w sikhizmie tytuł zarządcy gurudwary, nienoszącego zwyczajowych oznak przynależności do khalsy, co w przeszłości pozwalało im uniknąć prześladowań. 